# Rio Sul Center
El Rio Sul Center es un rascacielos localizado en la ciudad de Río de Janeiro, en Brasil. Es el más alto de la ciudad de Río de Janeiro y el decimocuarto más alto del país, con 163 metros de altura y 48 plantas. Fue construido por la Organización Odebrecht en 1982.
El edificio fue diseñado por los arquitectos Ulysses Burlamaqui y Alexandre Chan en el estilo brutalista.